# Abercrombie (rzeka)
Abercrombie – rzeka w Australii, w stanie Nowa Południowa Walia. Ma 186 km długości. Wypływa około 2 km na północny wschód od góry Mount Werong. Płynie głównie w kierunku zachodnim, uchodzi do rzeki Lachlan w jeziorze zaporowym Wyangala. Została odkryta przez Charlesa Throsby'ego 5 maja 1819 roku. Nazwę nadał jej John Thomas Bigge, komisarz ds. dochodzeń, 22 października 1820 roku. Rzeka przepływa przez park narodowy Abercrombie River National Park. W 1851 roku w rzece oraz w jej okolicach zostało odkryte złoto aluwialne, co wywołało niewielką gorączkę złota. Wczesnym poszukiwaczom udawało się wydobywać do 3 uncji (85 g) złota dziennie wzdłuż rzeki, a do 1862 roku na strumieniu Milburne Creek, będącym niewielkim dopływem Abercrombie, pracowało od czterdziestu do pięćdziesięciu grup górniczych. 